# Pole minowe

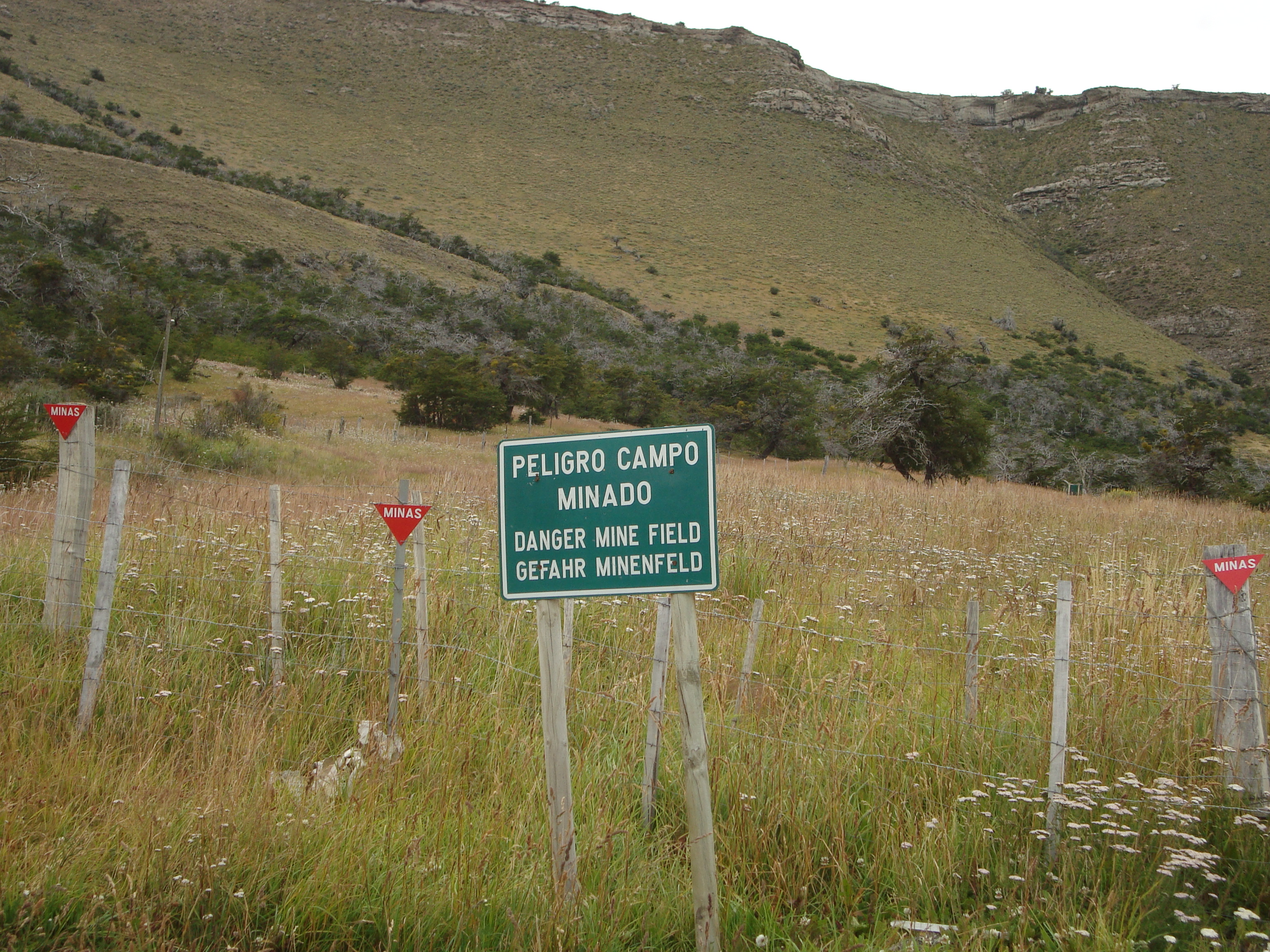
Pole minowe w południowym Chile

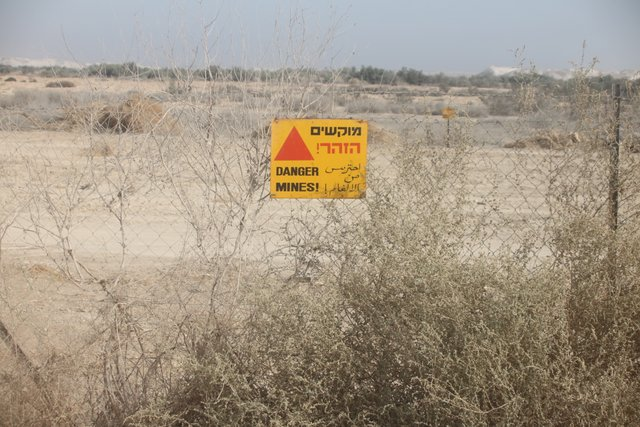
Pole minowe w Izraelu

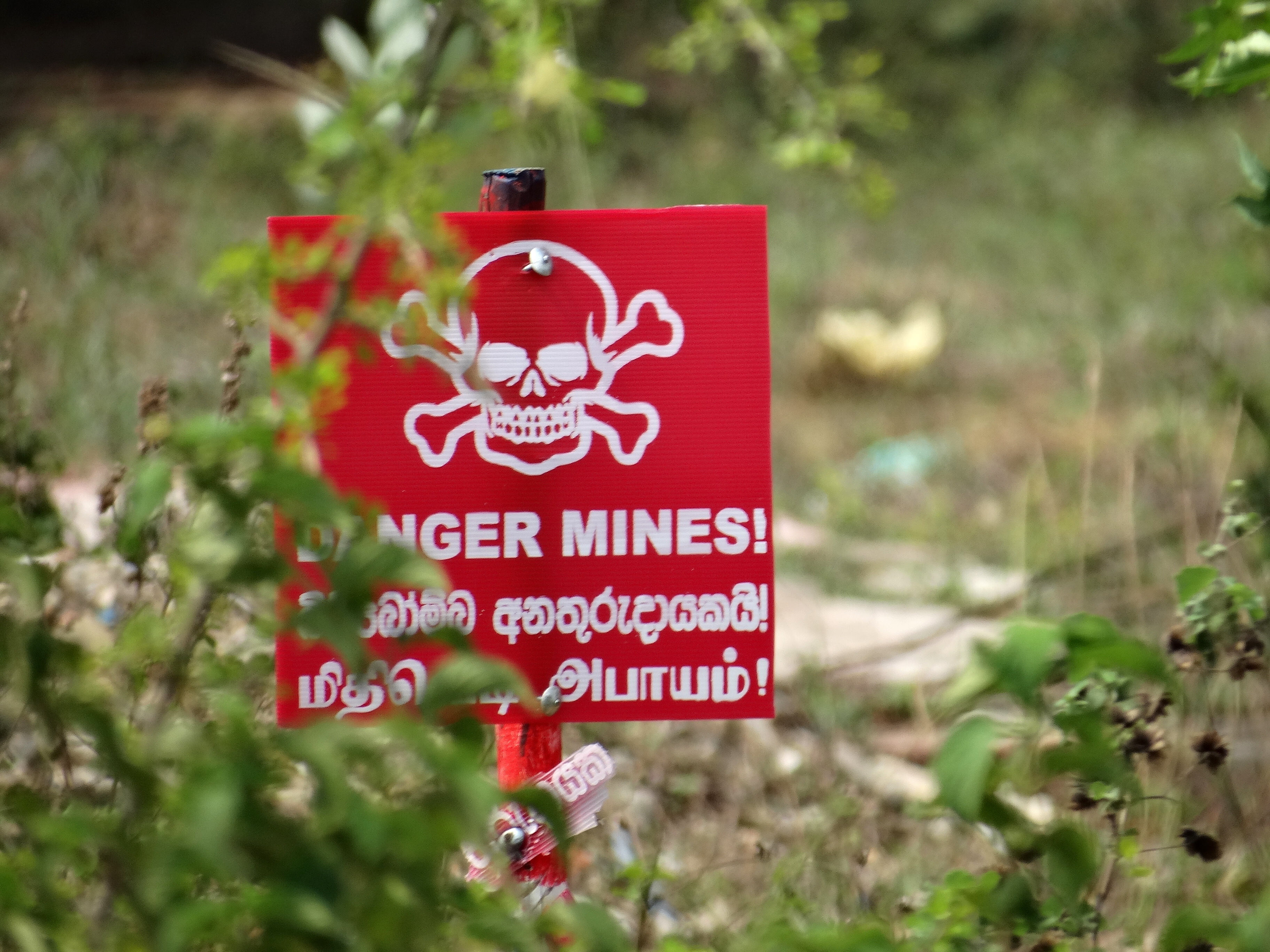
Pole minowe na Sri Lance

Pole minowe – w lądowych działaniach minowych określony obszar na którym ustawiono miny. W morskiej wojnie minowej obszar wodny, na którym ustawiono miny według ustalonego schematu albo bez takiego schematu.

## Charakterystyka
Pole minowe jest to odcinek terenu (powierzchni), na którym zgodnie z ustalonym systemem i celem ustawiono miny. Zależnie od miejsca ich położenia i sytuacji bojowej, zakłada się w odpowiednim stanie gotowości bojowej. W pierwszy stopniu gotowości w polach minowych miny samoczynnie ustawione, w pełni uzbrojone i zamaskowane, miny kierowane doprowadzone do położenia bojowego, ogrodzenie pól minowych zdjęte, a obiekty zaplanowane do zniszczenia są całkowicie przygotowane do wysadzenia. W drugim stopniu gotowości w polach minowych miny samoczynne (nie kierowane) ustawione, uzbrojone i zamaskowane, pola minowe ogrodzone i oznakowane, miny kierowane znajdują się w położeniu bezpiecznym, na obiektach przygotowanych do wysadzania są założone ładunki MW, zapalniki połączone z sieciami wybuchowymi, lecz nie wstawione w ładunki, punkty kierowania wybuchami przygotowane.

## Podział
Pola minowe dzielimy ze względu na przeznaczenie:
- pole minowe przeciwpancerne,
- pole minowe przeciwpiechotne,
- pole minowe mieszane,
- pole minowe przeciwdesantowe – pole minowe założone przy podejściach płytkowodnych przeciwko możliwemu lądowaniu desantu amfibijnego na plaży,

Ponadto:
- pole minowe przeciwokrętowe,
- pole minowe przeciw okrętom podwodnym – pole minowe ustawione specjalnie przeciw okrętom podwodnym. Może być ustawione bardzo płytko i stanowić niebezpieczeństwo dla wszystkich statków, łącznie z okrętami podwodnymi lub głęboko w celu zapewnienia bezpieczeństwa okrętom nawodnym,
- pole minowe pozorowane – w morskiej wojnie minowej pole minowe niezawierające żadnej aktywnej miny i spełniające jedynie funkcję oddziaływania psychologicznego. W lądowych działaniach minowych jest to obszar niezawierający min bojowych, wykorzystywany do symulacji pola minowego lub jego części w celu zmylenia przeciwnika,
- ofensywne pole minowe – w morskiej wojnie minowej pole minowe stawiane na wodach terytorialnych nieprzyjaciela lub wodach przez niego kontrolowanych,
- ochronne pole minowe – w lądowych działaniach minowych pole minowe ustawione jako element bezpośredniej ochrony pododdziału w zajmowanym przez niego rejonie. W morskiej wojnie minowej pole minowe stawiane na obszarze wód terytorialnych należących do państw sojuszniczych w celu zapewniania ochrony portów, przystani, kotwicowisk oraz wybrzeży i dróg przybrzeżnych.

Do stawiania pól minowych używa się też mechanicznych urządzeń minujących przeznaczonych do wykonywania minowania narzutowego przy pomocy rakietowych ładunków kasetowych odpalanych z samobieżnych wyrzutni naziemnych i powietrznych (rakiety z głowicami kasetowymi z podpociskami). Używa się również specjalnych opancerzonych pojazdów inżynieryjno-saperskich wyposażonych w mechaniczne podajniki sprzężone z pługowymi końcówkami do okopywania min.

## Terminy powiązane
Gęstość pola minowego (ang. minefield density) – w lądowych działaniach minowych średnia liczba min przypadająca na kilometr bieżący przedniego skraju pola minowego lub na metr kwadratowy pola minowego. Pozostałe parametry to głębokość i długość pola minowego; zależą od jego przeznaczenia, taktycznego położenia, warunków terenowych, możliwości obserwacji i osłony ogniowej oraz od liczby rzędów min, odległości między rzędami i systemu minowania (rozstawienia min w rzędach).
Wykonywanie przejścia w polu minowym – w lądowych działaniach minowych jest to proces wykonywania bezpiecznego przejścia w polu minowym w warunkach taktycznych.
Przejście w polu minowym – w lądowych działaniach minowych oznakowany, wolny od przeszkód i nienarażony na bezpośrednie skutki wybuchu min pas terenu prowadzący przez pole minowe.
Pas min – w lądowych działaniach minowych są to dwa równoległe rzędy min ustawione jednocześnie w odległości sześciu metrów lub sześciu kroków od siebie.
Pole minowe niszczące – w morskiej wojnie minowej pole minowe ustawione głównie w celu niszczenia okrętów przeciwnika.
Zamykające pole minowe – w morskiej wojnie minowej pole minowe, które stanowić ma zagrożenie uniemożliwiające realizację transportu morskiego.
Obronna zagroda minowa – w morskiej wojnie minowej pole minowe postawione na wodach międzynarodowych lub międzynarodowych szlakach komunikacyjnych, z zamiarem kontroli żeglugi w celu obrony morskich szlaków komunikacyjnych.
Pole minowe o podtrzymywanej sile niszczenia – w morskiej wojnie minowej pole minowe uzupełniane w celu utrzymania jego zagrożenia dla przeciwnika wobec stosowanych przez niego środków przeciwdziałania.
Taktyczne pole minowe – pole minowe, które jest częścią planu pasa zapór inżynieryjnych ustawianych w celu opóźnienia, skanalizowania lub zatrzymania pododdziałów przeciwnika.
Formularz zapory minowej – dokument dokładnie opisujący rozmieszczenie w terenie pola minowego, by umożliwić wykonanie w nim przejść, rozminowanie itp. Jeśli w ogólnym planie minowania grupa min lub nawet pojedyncza mina, ma określoną, samodzielną rolę, wypełnia się dla niej osobny formularz zapory.
Jednostka minowania - liczba min określonego rodzaju, jaką wyznaczony do stawiania pola minowego oddział może jednorazowo przewieźć i ustawić; jej liczba zależy od posiadanych środków do transportu i układania min.